# Ichthyomyzon castaneus
Ichthyomyzon castaneus är en ryggsträngsdjursart som beskrevs av Girard 1858. Ichthyomyzon castaneus ingår i släktet Ichthyomyzon och familjen nejonögon. Inga underarter finns listade i Catalogue of Life.
Detta nejonöga blir vanligen 20,5 cm lång och stora exemplar når en längd upp till 38 cm. Arten har främst en kastanjebrun pälsfärg som blir ljusare fram till buken och honor får efter äggläggningen en blåsvart färg. Däremot dör vuxna exemplar kort efter fortplantningen.
Ichthyomyzon castaneus förekommer i östra Nordamerika, huvudsakligen söder om de Stora sjöarna, men den når norrut till Hudson Bay och söderut till Mexikanska golfen. Djuret lever i insjöar och vattendrag.
Arten suger sig med munnen, som är en rund skiva, fast på sina byten som utgörs av större fiskar. Tungan består till stora delar av hornämne och med den skrapas ett hål i värddjurets utsida. Såret hölls öppet med en vätska som motverkar blodkoagulering. Parningen sker beroende på utbredning under senvintern, våren eller sommaren i en bäck eller i flodens övre del. Ungarna driver under första året eller längre med strömmen och äter små organiska partiklar. Vuxna exemplar livnär sig av blodsugning cirka fem månader. Den genomsnittliga livslängden är 12 månader som ungdjur och 18 månader som vuxen individ.